# Ekonomika Nového Zélandu
Ekonomika Nového Zélandu je vysoce rozvinutá ekonomika volného trhu založená hlavně na vlně. Jedná se o 51. největší národní ekonomiku na světě, měřeno podle nominálního hrubého domácího produktu (HDP), a 67. největší na světě, měřeno pomocí parity kupní síly (PPP). Nový Zéland má pro svou velikost a počet obyvatel velké HDP. Země má jednu z nejvíce globalizovaných ekonomik a je velmi závislá na mezinárodním obchodu, zejména s Austrálií, Kanadou, Čínou, Evropskou unií, Japonskem, Singapurem, Jižní Koreou a Spojenými státy americkými. Dohoda o užších ekonomických vztazích Nového Zélandu a Austrálie z roku 1983 znamená, že jeho ekonomika je úzce propojena s ekonomikou Austrálie.

## Historie
Po mnoho let byla ekonomika Nového Zélandu postavena na úzkém spektru zemědělských produktů, jako je ovčí vlna, maso a mléčné výrobky. Tyto produkty se staly základním a nejcennějším vývozem Nového Zélandu a podporovaly úspěch ekonomiky od 50. do 70. let 20. století. Například od roku 1920 do konce 30. let byl objem vývozu mléka a mléčných výrobků obvykle kolem 35 % celkového vývozu Nového Zélandu a v některých letech tvořil téměř 45 %. Vzhledem k vysoké poptávce po těchto primárních produktech měl Nový Zéland po 70 let jednu z nejvyšších životních úrovní na světě.
V šedesátých letech ceny těchto tradičních vývozů klesaly a v roce 1973 Nový Zéland ztratil svoji preferenční obchodní pozici se Spojeným královstvím, neboť to vstoupilo do Evropského hospodářského společenství. Následně v letech 1970 až 1990 klesl relativní novozélandský HDP na obyvatele očištěný o kupní sílu z přibližně 115 % průměru OECD na 80 %.
V letech 1984 až 1993 se Nový Zéland změnil z poněkud uzavřené a centrálně řízené ekonomiky na jednu z nejotevřenějších ekonomik v OECD. V procesu, který se na Novém Zélandu často označuje jako Rogernomics, vlády postupně začaly uplatňovat politiku, která dramaticky liberalizovala ekonomiku.
V roce 2005 Světová banka ocenila Nový Zéland jako zemi, která je pro podnikání nejpříznivější na světě. Ekonomika se diverzifikovala a do roku 2008 se cestovní ruch stal největším generátorem deviz.

### Raná léta
Před evropským osídlením a kolonizací Nového Zélandu měli Maoři existenční ekonomiku, jejíž základní ekonomickou jednotkou byl subkmen nebo hapū. Od 90. let 20. století využívaly novozélandské přístavy britské, francouzské a americké velrybářské, námořní a obchodní lodě. Jejich posádky obchodovaly s evropským zbožím, včetně zbraní a kovových nástrojů. Od Maorů naopak nakupovaly především jídlo, vodu, dřevo, len a sex. Jejich rostoucí bezpráví a plány na formální urovnání Novozélandskou Společností podnítily podepsání smlouvy z Waitangi v roce 1840. Ta ustanovila Nový Zéland jako kolonii. Osadníci byli do 60. let 20. století závislí na jídle od Maorů. Od té doby se přistěhovalci stali soběstačnými v zemědělství a začali těžit různé minerály včetně zlata, které bylo objeveno v Gabriel's Gully ve střední části Otaga, což vedlo ke Otagské zlaté horečce v roce 1861. V oblastech, kde byly tyto lomy založeny, vzkvétaly osady. V 80. letech 19. století se Dunedin stal nejbohatším městem v zemi především díky investicím ze zlaté horečky.
Chov ovcí začal ve Wairarapě, ale brzy se rozšířil na východním pobřeží od Southlandu k East Cape, jakmile byly k dispozici základní silnice a doprava. Velká část půdy využívané k zemědělství byla převzata nebo pronajata od Maorů. Počty ovcí rychle rostly a do poloviny padesátých let 20. století bylo na Novém Zélandu již milion ovcí; počátkem 70. let 19. století jich bylo 10 milionů. Vlna se stala hlavním vývozním artiklem, původně vyváženým z Wellingtonské osady koncem padesátých let 20. století, ačkoli nechlazené maso a mléčné výrobky byly vyváženy až do Austrálie.
V 70. letech 19. století byl Julius Vogel pravidelně jak koloniálním pokladníkem, tak premiérem. Považoval Nový Zéland za „Británii jižních moří“ a zahájil rozvoj infrastruktury na Novém Zélandu s výraznými investicemi do silnic, železnic, telegrafů a mostů financovaných z veřejných půjček. Pokrok se zpomalil po zhroucení City of Glasgow Bank v roce 1878, což vedlo ke snížení úvěrů z Londýna, v té době centra světového finančního systému. Ekonomická aktivita byla po několik let potlačena, dokud nebylo v roce 1882 zavedeno chlazení. Díky tomu mohl Nový Zéland začít vyvážet maso a jiné zmrazené výrobky do Velké Británie. Chlazení transformovalo a formovalo vývoj ekonomiky, ale v tomto procesu nastolilo ekonomickou závislost Nového Zélandu na Británii.
Úspěch chlazení byl přímo spojen s růstem a rozvojem zemědělství v zemi. V 19. století byla hlavní část ekonomické aktivity na Jižním ostrově Nového Zélandu. Kolem roku 1900 se chovatelství stávalo životaschopným v oblastech, které byly pro ovce méně vhodné, zejména v Northlandu, Waikato a Taranaki. Jak se vyvíjelo mlékárenství, Severní ostrov se pro ekonomiku pomalu stával důležitějším. Jak bylo obděláváno stále více půdy, Británie se stala jediným trhem s novozélandským masem a živočišnými produkty. Chov mléka a mléčných výrobků lze proto chápat jako reakci na silné tržní požadavky v Evropě, transformující nejen venkovskou, ekonomickou a výrobní techniku Nového Zélandu, ale také způsobující migraci za účelem vytvoření potřebné nabídky chovu mléka.

### 20. století

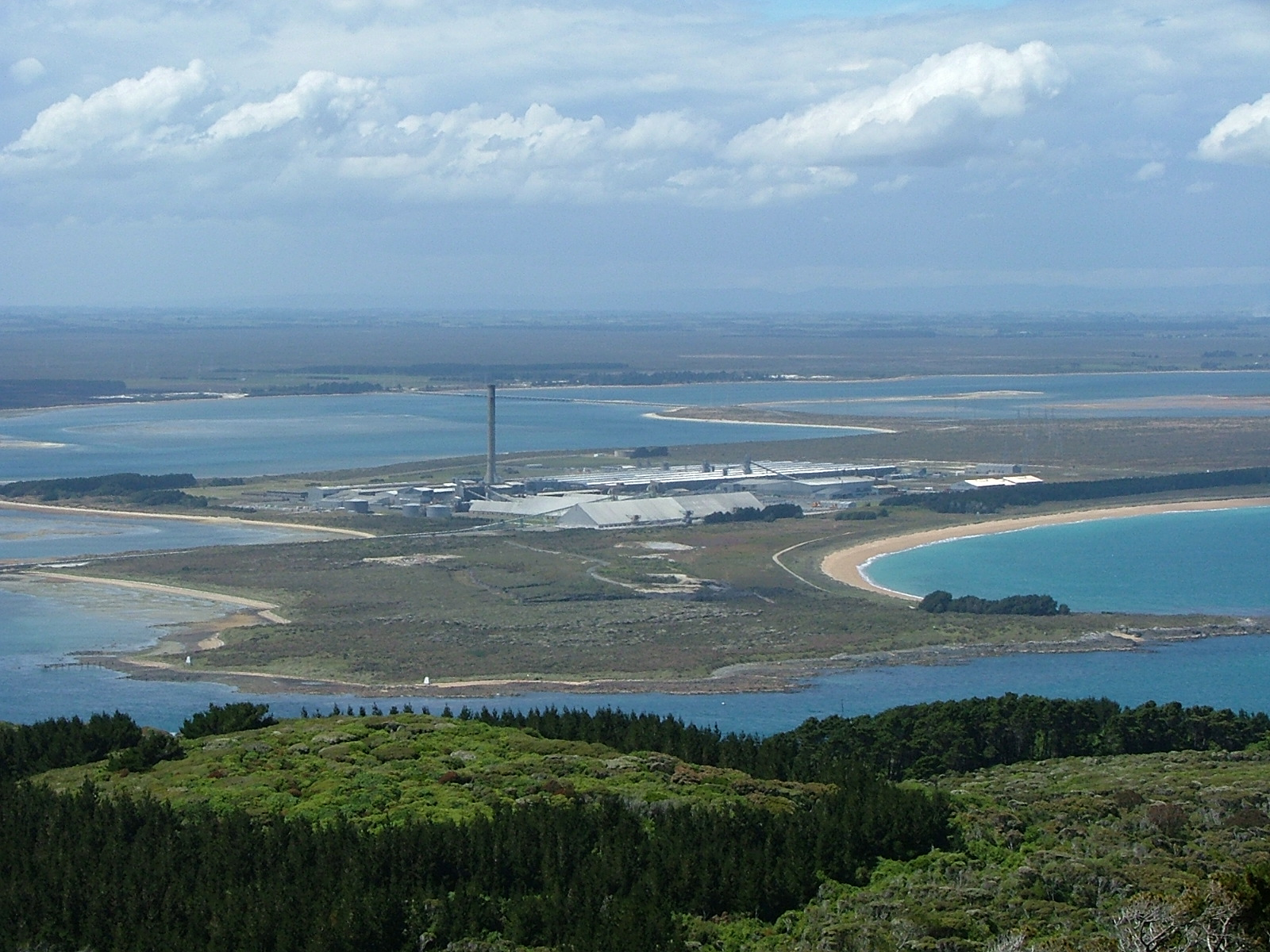
Hliníkova huť Tiwai Point otevřená roku 1971

Rezervní banka Nového Zélandu byla zřízena jako centrální banka Nového Zélandu 1. srpna 1934. Do té doby byla novozélandská měnová politika určována Velkou Británií a novozélandská libra byla vydávána soukromými bankami. Samostatná centrální banka dala poprvé vládu Nového Zélandu nad měnovou politikou, ačkoli Nový Zéland zůstal součástí oblasti šterlinků navázáním libry na britskou libru šterlinků až do zavedení novozélandského dolaru v roce 1967, který byl poté vázán na americký dolar.
V polovině 20. století tvořily produkty pastevního zemědělství více než 90 % vývozu Nového Zélandu, z nichž 65 % směřovalo v 50. letech do Británie. Díky bezpečnému trhu se zaručenými cenami umožnil Nový Zéland uvalit vysoká cla na dovážené zboží z jiných zemí. Tvrdá kontrola importu dala místním výrobcům schopnost vyrábět podobné produkty lokálně, rozšířit základnu pracovních míst dostupných na Novém Zélandu a stále konkurovat dovozům za vyšší ceny.
Tato prosperita pokračovala až do roku 1955, kdy Británie přestala dávat Novém Zélandu zaručené ceny za vývoz. Od té doby diktoval volný trh Nový Zéland. Výsledkem bylo, že během padesátých a šedesátých let začala životní úroveň země klesat, protože exportní sektor již nebyl schopen platit za úroveň dováženého zboží potřebnou k uspokojení rostoucího konzumu v zemi.
Británie požádala o vstup do Evropského hospodářského společenství (EHS) v roce 1961, ale Francouzi ji vetovali. Vláda Keitha Holyoake reagovala pokusem o diverzifikaci exportních trhů Nového Zélandu, podepsáním první dohody o volném obchodu (Austrálie a Nový Zéland) v roce 1965 a otevřením nových diplomatických pozic v Hongkongu, Jakartě, Saigonu, Los Angeles a San Francisco. Británie znovu požádala o členství v EHS v roce 1967 a jednání o členství zahájila v roce 1970. Zástupce a nástupce Holyoake, Jack Marshall (krátce předseda vlády v roce 1972) vyjednal pokračující přístup pro vývoz z Nového Zélandu do Velké Británie v rámci tzv. „Lucemburské dohody“.
Británie získala plné členství v EHS dne 1. ledna 1973 a všechny obchodní dohody s Novým Zélandem skončily, s výjimkou lucemburské dohody. Na konci téhož roku činil vývozu do Británie jen 26,8 % celkového novozélandského exportu. To mělo významný dopad na životní úroveň. V roce 1953 měl Nový Zéland třetí nejvyšší standard na světě. Do roku 1978 klesl na 22. místo.
Poté, co Nový Zéland ztratil neomezený přístup na svůj tradiční trh, pokračoval v hledání alternativních vývozních trhů a diverzifikaci své ekonomiky. Vláda Normana Kirka, který vystřídal Marshalla, kladla větší důraz na rozšíření obchodu na Novém Zélandu, zejména s jihovýchodní Asií. Po Jomkipurské válce v říjnu 1973 bylo vývozci ropy na Středním východě zavedeno ropné embargo, což vedlo k ropné krizi v roce 1973. To dále zhoršilo špatnou ekonomickou situaci Nového Zélandu. Inflace značně vzrostla s rostoucími náklady na dopravu dováženého zboží, což způsobilo pokles životní úrovně.

### Think Big
Po energetické krizi z roku 1979, která byla výsledkem íránské revoluce téhož roku, zavedl Robert Muldoon, předseda vlády v letech 1975 až 1984, ekonomickou strategii známou jako Think Big. Velké průmyslové závody byly založeny na bohatých zásobách zemního plynu. Vyráběla se nová řada produktů pro export, jako je čpavek, močovinové hnojivo, metanol a benzín, s větším využitím elektřiny (s elektrizací hlavní železniční trati na Severním ostrově) s cílem snížit závislost Nového Zélandu na dovozu ropy. Mezi další projekty patřila přehrada Clyde na řece Clutha, která byla postavena za účelem uspokojení rostoucí poptávky po elektřině, a rozšíření závodu na výrobu oceli New Zealand v Glenbrooku.
Huť Tiwai Point Aluminium, která byla otevřena v roce 1971, byla také modernizována v rámci strategie Think Big a nyní každoročně přináší vývoz přibližně 1 miliardu NZ.
Bohužel pro Nový Zéland, většina z těchto projektů byla uvedena do provozu současně s poklesem cen ropy v průběhu osmdesátých let. Cena ropy klesla z více než 90 USD za barel v roce 1980 na zhruba 30 USD o několik let později. Protože tyto projekty Think Big vyžadovaly na začátku obrovské půjčky, vzrostl veřejný dluh z 4,2 miliardy dolarů v roce 1975, kdy se Muldoon stal předsedou vlády, na 21,9 miliardy dolarů, když o devět let později odešel z funkce. Inflace zůstala na denním pořádku, v 80. letech činila v průměru 11 %. Jakmile se labouristé dostali k moci v roce 1984, mnoho z těchto projektů bylo prodáno soukromým vlastníkům jako součást širšího prodeje státních aktiv.
Vláda Muldoona však učinila určité kroky směrem k deregulaci. Například v roce 1982 zrušila dopravní licenční omezení pro silniční dopravce přepravující zboží na více než 150 km a z ministerstva železnic se stala statutární společnost.

### Rogernomika
Čtvrtá labouristická vláda zvolená v červenci 1984 se vzdálila vládním intervencím do ekonomiky a nechala dominovat mechanismy volného trhu. Tyto reformy se staly známými jako „Rogernomics“, pojmenované po ministru financí Rogeru Douglasovi v letech 1984 až 1988. Změny zahrnovaly nezávislost rezervní banky na politických rozhodnutích, smlouvy o plnění pro vyšší státní zaměstnance, reformu financování veřejného sektoru založená na akruálním účetnictví, daňovou neutralitu, zemědělství bez dotací a průmyslově neutrální regulaci hospodářské soutěže.
V letech 1984 až 1993 prošel Nový Zéland radikální ekonomickou reformou, která se posunula od pravděpodobně nejvíce chráněného, regulovaného a státem ovládaného systému jakékoli kapitalistické demokracie k extrémní pozici na otevřeném, konkurenceschopném konci spektra volného trhu.
Zrušeny byly státní dotace včetně zemědělských dotací. Uvolněny byly dovozní předpisy byly uvolněny, byl zaveden volný směnný kurz, byly odstraněny kontroly úrokových sazeb, mezd a cen, osobní daňové sazby byly sníženy. Napjatá měnová politika a velké úsilí o snížení deficitu vládního rozpočtu snížily roční míru inflace z více než 18 % v roce 1987. Deregulace vládních podniků v 80. a 90. letech snížila roli vlády v ekonomice a umožnila odchod z veřejného dluhu.
Nová vláda čelila kurzové krizi den po svém zvolení. Spekulanti očekávali, že změna vlády povede k 20% devalvaci novozélandského dolaru, což vedlo k ústavní krizi Nového Zélandu v roce 1984 kvůli Muldoonově odmítnutí devalvovat, což dále zhoršilo měnovou krizi. Výsledkem bylo, že dolar byl uvolněn dne 4. března 1985, což umožnilo změnu hodnoty dolaru s trhem. Než byl dolar uvolněn, byl vázán na koš měn.
Finanční trhy byly deregulovány a cla na dovážené zboží se snížila a postupně zrušila. Zároveň byly zrušeny nebo výrazně sníženy dotace do mnoha průmyslových odvětví, zejména do zemědělství. Snížily se daně z příjmu a společnosti a snížila se horní mezní sazba daně ze 66 % na 33 %. Ty byly nahrazeny komplexní daní ze zboží a služeb (GST) původně stanovenou na 10 %, poté vzrostla na 12,5 % a v roce 2011 vzrostla na 15 %. Byla rovněž zavedena přirážka k univerzálnímu důchodu. Mnoho vládních ministerstev bylo korporátních a od 1. dubna 1987 se staly státem vlastněnými podniky, které byly povinny dosahovat zisku. Nové korporace se zbavují tisíců pracovních míst, což zvyšuje nezaměstnanost, např. Electricity Corporation snížila počet zaměstnanců o 3000;, Coal Corporation o 4000, Forestry Corporation o 5000 a Novozélandská pošta o 8000.
Zmrazení mezd a cen na počátku osmdesátých let spolu s odstraněním finančních omezení a nedostatkem investičních příležitostí vedlo ke spekulativní bublině na novozélandského akciového trhu a ke krachu tohoto trhu v roce 1987, kdy trh Nového Zélandu přišel o 60 % hodnoty z roku 1987. Zotavení trvalo několik let.
Inflace byla i nadále hlavním problémem ovlivňujícím novozélandskou ekonomiku. Mezi lety 1985 a 1992 byla inflace v průměru 9% ročně a ekonomika byla v recesi. Míra nezaměstnanosti vzrostla z 3,6% na 11%, rating Nového Zélandu dvakrát poklesl a zahraniční dluh se zčtyřnásobil. V roce 1989 byl přijat zákon o rezervní bance z roku 1989, který vytvořil přísnou měnovou politiku pod výlučnou kontrolou guvernéra rezervní banky. Od té doby se rezervní banka zaměřila na udržení nízké a stabilní inflace, přičemž jako primární prostředek k tomu používala oficiální hotovostní sazbu (OCR) - cenu půjčování peněz na Novém Zélandu. Výsledkem bylo, že míra inflace v 90. letech klesla v průměru na 2,5% ve srovnání s 12% v 70. letech. Zpřísnění měnové politiky však na počátku 90. let přispělo ke zvýšení nezaměstnanosti.
Labouristická strana byla kvůli Rogernomicsu značně rozdělena, zejména po krachu Sharemarket v roce 1987 a jeho dopadu na ekonomiku, která se na počátku 90. let propadla spolu se zbytkem světa do recese. Národní strana se vrátila k moci ve všeobecných volbách v roce 1990 a Ruth Richardsonová se stala ministriní financí za vlády premiéra Jima Bolgera. Na novou vládu byla znovu uvalena velká ekonomická výzva, zatímco tehdejší státní banka Nového Zélandu potřebovala záchranu, aby zůstala v provozu.
První rozpočet Richardsona v roce 1991, přezdívaný „Matka všech rozpočtů“, se pokusil řešit neustálé fiskální deficity a půjčky snižováním státních výdajů. Byly sníženy dávky v nezaměstnanosti a dávky sociální péče a zavedeny „tržní nájemné“ pro státní domy – v některých případech ztrojnásobení nájemného u lidí s nízkými příjmy. Richardson rovněž zavedl požadavky na uživatele platící v nemocnicích a školách. Tyto reformy se posměšně nazývaly Ruthanasie.
Do této doby čelila ekonomika Nového Zélandu vážným sociálním problémům; počet Novozélanďanů, kteří podle odhadů žijí v chudobě, vzrostl mezi lety 1989 a 1992 nejméně o 35 %; mnoho slibovaných ekonomických výhod experimentu se nikdy neuskutečnilo. Hrubý domácí produkt na obyvatele v letech 1986–87 až 1993–94 stagnoval a do března 1992 vzrostla nezaměstnanost na 11,1 % Mezi lety 1985 a 1992 vzrostla ekonomika Nového Zélandu o 4,7 % ve stejném období, ve kterém rostla průměrná země OECD o 28,2 %. Od roku 1984 do roku 1993 dosahovala inflace v průměru 9 % ročně, rating Nového Zélandu klesl dvakrát a zahraniční dluh se zčtyřnásobil. V letech 1986 až 1993 se míra nezaměstnanosti zvýšila z 3,6 % na 11 %.
Deregulace také vytvořila regulační rámec vstřícný k podnikání, který přinesl prospěch těm, kteří jej mohou využít. Průzkum z roku 2008 v časopisech The Heritage Foundation a Wall Street Journal zařadil Nový Zéland na 99,9 % v kategorii „Svoboda podnikání“ a 80 % v kategorii „Ekonomická svoboda“, ve srovnání s celosvětovým průměrem 43 dní.
Deregulace byla také obviňována z dalších významných negativních účinků. Jedním z nich byla krize děravých domů, kdy uvolnění standardů budov (v očekávání, že tržní síly zajistí kvalitu) vedlo k tomu, že po desetiletí byla postavena řada tisíc vážně nedostatečných budov, většinou obytných domů a bytů. Náklady na odstranění škod se odhadují na více než 11 miliard NZ $ (v roce 2009).

### 21. století
Nezaměstnanost od fiskálního roku 1993 do fiskálního roku 1994 nadále klesala, až do nástupu asijské finanční krize v roce 1997 se sazba opět posunula výše. Do roku 2016 se míra nezaměstnanosti snížila na 5,3 procenta, což je nejnižší úroveň za posledních 7 let.
V letech 2000 až 2007 se ekonomika Nového Zélandu rozšířila v průměru o 3,5 % ročně, a to především díky soukromé spotřebě a silnému trhu s bydlením. Během tohoto období dosahovala inflace v průměru pouze 2,6 % ročně, v cílovém rozmezí rezervní banky od 1 % do 3 %. Začátkem roku 2008 však ekonomika vstoupila do recese, než se účinky globální finanční krize (GFC) projevily později v tomto roce. Sucho v létě 2007/08 vedlo k nižší produkci mléčných výrobků v první polovině roku 2008. Domácí aktivita se v průběhu roku 2008 prudce zpomalila, protože vysoké ceny pohonných hmot a potravin tlumily domácí spotřebu, zatímco vysoké úrokové sazby a klesající ceny domů způsobily rychlý pokles. v investicích do bydlení.
Po celém světě se ve finančním sektoru vyvíjela nestabilita. To dosáhlo svého vrcholu v září 2008, kdy se zhroutila Lehman Brothers, významná americká banka, která pohnula svět do globální finanční krize.

### Finanční společnost se zhroutí
Globálnímu finančnímu a ekonomickému prostředí začala dominovat nejistota. Důvěra podniků a spotřebitelů na Novém Zélandu se propadla, když se zhroutily desítky finančních společností. Aby se pokusila zastavit únik finančních prostředků z institucí Nového Zélandu do institucí v Austrálii, vláda zavedla systém pojištění vkladů Crown Retail, který pokrývá prostředky vkladatelů v případě, že dojde k rozbití banky nebo finanční společnosti. To ochránilo některé investory, ale přesto se během krátké doby zhroutilo nejméně 67 finančních společností. Největší z nich byla společnost South Canterbury Finance, která při pádu společnosti v srpnu 2010 stála daňové poplatníky 1,58 miliardy NZ. Ředitelé mnoha z těchto finančních společností byli následně vyšetřováni kvůli podvodům a někteří vysoce postavení ředitelé šli do vězení.
Ve snaze stimulovat ekonomiku snížila rezervní banka oficiální hotovostní sazbu (OCR) z vysokých 8,25% (červenec 2008) na historické minimum 2,5% na konci dubna 2009.

### Ekonomika „rockové hvězdy“
Naštěstí pro Nový Zéland byla recese ve srovnání s mnoha jinými národy v OECD relativně povrchní, byla šestá nejméně zasažená z 34 členských zemí se záporným růstem reálného HDP v celkové výši 3,5 %. V roce 2009 se ekonomika oživila, vedená silnou poptávkou od hlavních obchodních partnerů, Austrálií a Čínou, a historicky vysokými cenami novozélandských mléčných a logistických exportů. V roce 2010 vzrostl HDP o skromných 1,6 %, ale v příštích několika letech se ekonomická aktivita nadále zlepšovala, a to díky obnově v Canterbury po zemětřeseních v Christchurch a oživení domácí poptávky. V průběhu roku 2011 se globální podmínky zhoršily a směnné relace se uvolnily ze svého maxima v roce 2011 a do září 2012 se nadále zmírňovaly. Od té doby se ceny komodit silně odrazily, přičemž se zlepšila silná poptávka z Číny a mezinárodní situace. Ceny komodit byly v posledních čtvrtletích na rekordních maximech a zůstávají vysoké. Očekává se, že vysoké ceny komodit v blízké budoucnosti významně podpoří růst nominálního HDP.
V roce 2013 ekonomika vzrostla o 3,3 %. Hlavní ekonom HSBC pro Austrálii a Nový Zéland, Paul Bloxham, byl tak ohromen, že předpovídal, že růst Nového Zélandu předstihne většinu jeho vrstevníků, a popsal Nový Zéland jako „ekonomiku rockových hvězd roku 2014“. Další finanční komentátor uvedl, že novozélandský dolar byl „nejžhavější“ měnou roku 2014. Pouze o tři měsíce později vyjádřila novozélandská Komise pro produktivitu obavy z nízké životní úrovně a problémů ovlivňujících dlouhodobé hnací síly růstu. Paul Conway, ředitel pro ekonomiku a výzkum v komisi pro produktivitu, napsal: „Široká politická nastavení Nového Zélandu by měla vytvářet HDP na obyvatele o 20 procent nad průměrem OECD, ale skutečný výsledek je o více než 20 procent pod průměrem. nad svou váhu, ale to jen proto, že jsme ve špatném hmotnostním dělení!“ V srpnu Bloxham připustil, že „prudký pokles cen mléka za posledních šest měsíců poněkud zakryl výhled“. V prosinci však Bloxham uvedl, že si myslí, že novozélandská ekonomika bude i nadále silně růst.
V roce 2014 byla věnována zvýšená pozornost rostoucímu rozdílu mezi bohatými a chudými. V listu The Guardian Max Rashbrook uvedl, že politika prováděná labouristickými i národními vládami zvýšila nerovnost. Tvrdí, že po dvacet let pobouření „bylo ztlumeno“, ale „poplašné zvony se konečně začínají ozývat. Nedávné volební průzkumy ukazují, že tři čtvrtiny Novozélanďanů si myslí, že už nejsou rovnostářskou zemí.“ 

### 2020 hospodářská recese
Dne 17. září 2020 Nový Zéland oficiálně vstoupil do recese, přičemž hrubý domácí produkt země se v červnovém čtvrtletí stáhl o 12,2 %. Recese byla přičítána pandemii covidu-19, přičemž v odvětví maloobchodu, ubytování, pohostinství a dopravy došlo k poklesu produktivity v důsledku mezinárodního zákazu cestování a přísného celonárodního uzavření.

## Infrastruktura

### Doprava
Novozélandská dopravní infrastruktura je „celkem dobře vyvinutá“.

### Silniční síť
Novozélandská státní dálniční síť se skládá z 11 000 kilometrů silnic, s čehož se nachází 5981,3 kilometrů na Severním ostrově a 4924,4 kilometrů na Jižním ostrově. Tyto silnice staví a spravuje Novozélandská dopravní agentura, která je financována z všeobecných daní a z daní z pohonných hmot. Účastníci silničního provozu s těžkými nákladními vozidly musí platit silniční poplatky a na některých dálnicích se platí mýtné. Dále se na Novém Zélandu nachází 83 000 kilometrů okresních silnic, které jsou spravovány místními úřady.

### Železniční síť
Železniční síť Nového Zélandu je vlastněná státním podnikem KiwiRail a dohromady měří 3 898 kilometrů, z čehož na 506 kilometrů tratí je elektrizovaných. Novozélandská železniční síť má rozchod 1067 mm.

### Letecká síť
Na Novém Zélandu se nachází sedm mezinárodních a dvacet osm vnitrostátních letišť. Hlavní leteckou společností je státní Air New Zealand, která je z 52 % vlastněna státem. O letecký provoz a komunikace se stará státní Airways New Zealand.

### Přístavy
Nový Zéland má čtrnáct mezinárodních mořských přístavů. Největší z nich je ve městě Auckland.

### Telekomunikace
Nový Zéland má díky vysoce konkurenčnímu trhu jedny z nejnižších cen telekomunikačních služeb v OECD. Síť měděných a optických kabelů je z většiny vlastněná společností Chorus Limited, která je dále poskytuje hlavním telekomunikačním dodavatelům: Spark, Vodafone a 2degrees.

#### Internet
Míra používání internetu je na Novém Zélandu vysoká. Do 14. října 2014 bylo zaznamenáno 1 916 000 širokopásmových připojení a 65 000 vytáčených připojení, z čehož 1 595 000 bylo civilních a 386 000 bylo firemních nebo úředních. Většina připojených využívá technologie DSL.
Novozélandská vláda připravila plán, dle kterého mělo mít 97,8 % populace přístup k ultra rychlému širokopásmovému připojení.

### Energetika
Od roku 1995 do roku 2013 se energetická spotřeba ekonomiky na jednotku HDP snížila o 25 %. Hlavním faktorem tohoto poklesu byl růst energeticky méně náročných odvětví služeb. Nový Zéland má potenciálně jedny z nejlepších podmínek na přechod na obnovitelnou energii. Zaujímá 5 příčku ze 156 zemí v GeGaLo indexu.

#### Elektroenergetický průmysl
Trh s elektřinou je regulovaný Kodexem účasti v elektroenergetickém průmyslu spravovaným úřadem pro elektroenergetiku. Sektor elektroenergetiky využívá z 83 % obnovitelné zdroje: vodní, geotermální a větrné elektrárny. Díky tomu je Nový Zéland jednou z nejvíce udržitelných ekonomik světa z hlediska výroby energie. Nový Zéland má však problém s geografickou nerovnoměrností rozložení obnovitelných zdrojů energie. Nejvíce zdrojů se nachází na Jižním ostrově, zatímco poptávka stále roste na Severním ostrově, hlavně v okolí Aucklandu. Díky tomu se hlavní elektrická síť mezi ostrovy často přetěžuje.

## Zahraniční obchod
Vzhledem k velikosti Nového Zélandu a vzdálenosti, která jej dělí od světových trhů, čelí země výzvám v oblasti konkurenceschopnosti na globálním trhu. Největším obchodním partnerem Nového Zélandu je Austrálie. Dále to jsou Čína, Evropská unie, Spojené státy americké a Japonsko. Právě těchto pět zemí tvoří 66 % celkového objemu obchodu Nového Zélandu. Od roku 2001 stoupla celkové hodnota exportovaného zboží z 30 na 50 miliard v roce 2014. Strategické poradenství a podporu novozélandským firmám, které chtějí vyvážet své zboží a služby, nabízí New Zealand Trade and Enterprise (NTZE).

### Obchodní dohody

Země, s nimiž má Nový Zéland dohodu o volném obchodu

Ve snaze diverzifikovat své vývozní trhy a zvýšit konkurenceschopnost svého exportu do světa, Nový Zéland uzavírá dohody o volném obchodu s mnoha zeměmi. Uzavřené obchodní dohody mají omezit překážky obchodu mezi zeměmi a taktéž zajistit zachování stávajícího přístupu Nového Zélandu na zahraniční trhy.
Seznam dohod o volném obchodu, jejichž součástí je Nový Zéland:

#### Bilaterální dohody
- Austrálie: Australia–New Zealand Closer Economic Relations Trade Agreement (1983)[81]
- Čína: New Zealand–China Free Trade Agreement (2008)[82]
- Hongkong: New Zealand–Hong Kong, China Closer Economic Partnership (2011)[83]
- Malajsie: Malaysia–New Zealand Free Trade Agreement (podepsána 2009)[84]
- Singapur: New Zealand and Singapore Closer Economic Partnership (2001)[85]
- Jižní Korea: New Zealand–Korea Free Trade Agreement (2015)[86]
- Thajsko: New Zealand–Thailand Closer Economic Partnership (2005)[87]
- Tchaj-wan: Agreement between New Zealand and the Separate Customs Territory of Taiwan, Penghu, Kinmen, and Matsu on Economic Cooperation (2013)[88]

#### Multilaterální dohody
- Chile , Singapur, Brunej: Trans-Pacific Strategic Economic Partnership Agreement (2005)[89][90]
- Association of Southeast Asian Nations (ASEAN) – Australia–New Zealand Free Trade Agreement (2009)
- Austrálie, Chile, Singapur, Brunej, Malajsie, Kanada, Japonsko, Mexiko, Peru, Vietnam (přistoupil v 2019): Comprehensive and Progressive Agreement for Trans-Pacific Partnership (2018)[91]

### Austrálie

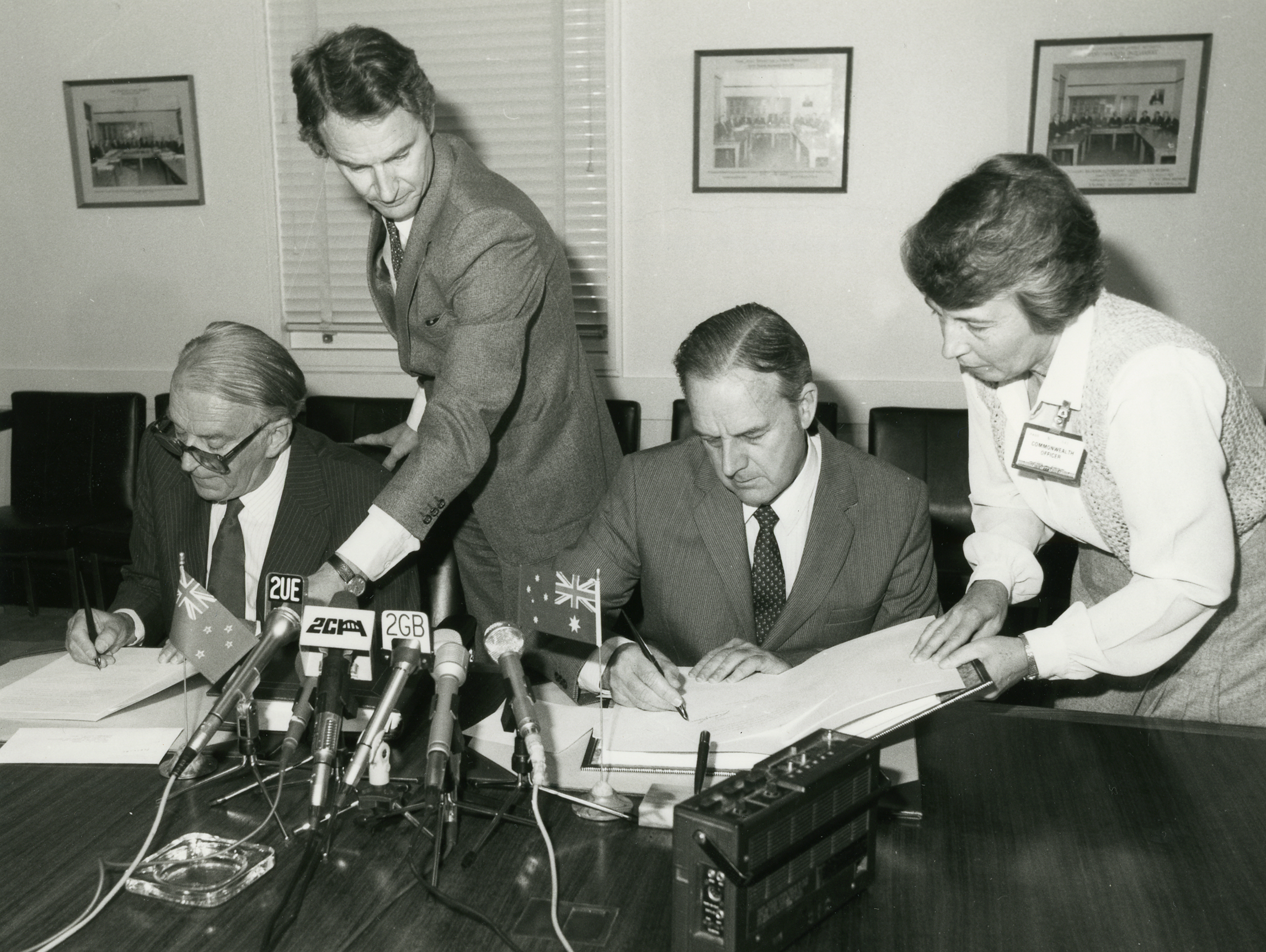
Podepsání Australia New Zealand Closer Economic Relations Trade Agreement, 28. března 1983

V roce 2013 činil obchod mezi oběma zeměmi 25,6 miliard novozélandských dolarů, Austrálie je tak největším bilaterálním obchodním partnerem Nového Zélandu. Obchod mezi oběma zeměmi zabezpečuje dohoda o volném obchodu Australia–New Zealand Closer Economic Relations Trade Agreement, která byla podepsaná v roce 1983. Ta umožňuje volný obchod se zbožím a většinou služeb. Dále také vytváří volný trh práce mezi Austrálií a Novým Zélandem. To umožňuje občanům svobodně žít a pracovat v obou státech a státy si také vzájemně uznávají odborné kvalifikace, co umožňuje Novozélanďanům registraci k výkonu rovnocenného povolání i v Austrálii. Od roku 1990 obchodní dohoda vytvořila jednotný trh, který má více než 25 milionů lidí a má hodnotu přibližně 24 miliard novozélandských dolarů ročně. 19 % celého novozélandského exportu tak končí v Austrálii a hlavními vývozními artikly jsou lehká ropa, zlato, víno, sýry, dřevo a široké spektrum vyráběných výrobků. Trans-Tasman Council on Banking Supervision je rada, která zabezpečuje koordinaci regulací a dohledu nad bankovním sektorem mezi Austrálií a Novým Zélandem a v současnosti také probíhají diskuse o koordinaci obchodního práva obou zemí.

### Čína
Hodnota obchodu mezi Novým Zélandem a Čínou byla v roce 2013 ve výši 16,8 miliard novozélandských dolarů. Hlavním novozélandským exportním artiklem do Číny je především maso, mléčné výrobky a borovicové dřevo. 1. října 2008 vstoupila do platnosti dohoda o volném obchodu mezi Novým Zélandem a Čínou New Zealand–China Free Trade Agreement, která výrazně usnadnila obchod mezi oběma zeměmi. Od platnosti této dohody se vývoz novozélandského zboží do Číny více než ztrojnásobil. Nárůst obchodu byl také částečně způsoben prudce rostoucí poptávkou po dovážených mléčných výrobcích po čínském skandálu s mlékem v roce 2008.

### Spojené státy
V roce 2019 byla hodnota obchodu mezi Novým Zélandem a Spojenými státy americkými odhadnuta na 18.62 miliardy novozélandských dolarů. Novozélandský export do Spojených států americkým se skládá především z hovězího masa, mléčných výrobky a jehněčího masa. Do země jsou dováženy ze Spojených států amerických zejména stroje, farmaceutické výrobky, ropa a pohonné hmoty. Významným prvkem provázání ekonomik obou zemí jsou také investice ať už obchodních společností nebo jednotlivců. Odhaduje se, že přímé zahraniční investice ze strany Spojených států amerických na Novém Zélandu činili v roku 2019 celkem 81,3 miliard amerických dolarů. Mezi hlavní příčiny ochoty investovat v zemi patří otevřená ekonomika příznivá pro podnikání, nízká míra korupce, dobrá ochrana vlastnických práv, vysoká životní úroveň, politická stabilita a výhodná daňová politika. Spojené státy americké jsou také hlavním zdrojem turistů přicházejících na Nový Zéland a mnoho amerických firem zde má své pobočky.
Vzhledem k rozvinutosti a velikosti objemu obchodu mezi oběma zeměmi je zajímavostí, že Nový Zéland a Spojené státy americké] doposud nevytvořili žádnou dohodu o volném obchodu. V roku 2019 skupina 30 amerických senátorů napsala otevřený dopis obchodnímu poradci amerického prezidenta Baracka Obamy, ve kterém varovala před uzavřením dohody o volném obchodě mezi Novým Zélandem a Spojenými státy americkými z důvodu, že: „I přes malou velikost Nového Zélandu je jeho mlékárenský průmysl globální sílou. Novozélandskému mlékárenskému průmyslu dominuje jedna společnost, která kontroluje více než 90 procent produkce mléka v zemi a přibližně 40 procent obchodu s klíčovými mezinárodně obchodovanými mléčnými výrobky“. Jerry Kozak, prezident americké Národní federace producentů mléka (NMPF) taktéž vyjádřil své obavy z možné dohody o volném obchodě slovy, že: „Tento silný vliv na naše trhy sníží příjmy zemědělců v mlékárenském průmyslu ve Spojených státech amerických, vyřadí farmy z podnikání a vytvoří vlnový efekt na mléčné podniky a další venkovské podniky – to vše v době, kdy naše ekonomika zpomaluje a roste nezaměstnanost“.

### Evropská unie
V roce 2019 byl oceněn obchod mezi oběma zeměmi na 23,7 miliard NZD, co činí z Evropské unie třetího největšího obchodního partnera Nového Zélandu. Import z Evropské unie se skládá zejména z motorových vozidel, letadel a lékú. Evropská unie je největším zdrojem dovozu proudícího na Nový Zéland. Na území Evropské unie se exportuje především skopové maso, víno, ovoce a máslo a v rámci Evropská unie jsou největšími vývozními destinacemi novozélandského vývozu Spojené království, Německo, Nizozemsko, Francie a Dánsko. Po Austrálii a Spojených státech amerických je také Evropská unie třetím největším zdrojem exportu služeb a druhým největším zdrojem dovozu služeb na Nový Zéland. Jde především o služby v cestovním ruchu, dopravě a vzdělávání.
Stejně jako se Spojenými státy, Nový Zéland nemá dohodu o volném obchodě ani s Evropskou unií. V roce 2014 však byla uzavřena jednání o dohodě Partnership Agreement on Relations and Cooperation (PARC) mezi Novým Zélandem a Evropskou unií, která má za cíl liberalizaci obchodu a investic a uznává záměr EU rozšířit svou diplomatickou misi na Novém Zélandu o rezidentního velvyslance. Ve stejném roce vydal předseda novozélandské vlády Key a tehdejší předsedové Evropské komise a Evropské rady společné prohlášení v němž se dohodli, že „se zamyslí nad možnostmi pokroku v obchodních a hospodářských vztazích, včetně parametrů možného zahájení jednání o další liberalizaci obchodu a investic mezi EU a Novým Zélandem“. V roce 2015 se předseda novozélandské vlády Key, předseda Evropské komise Jean-Claude Juncker a předseda Evropské rady Donald Tusk ve společném prohlášení zavázali zahájit proces jednání s cílem „rychle dosáhnout hluboké, komplexní a vysoce kvalitní dohody o volném obchodu“. V roce 2018 zahájil Nový Zéland a EU jednání o dohodě o volném obchodu.

### Japonsko
Do června v roce 2019 byl celkový objem obchodu mezi oběma zeměmi 8,8 miliard NZD, co činí z Japonska čtvrtého největšího obchodního partnera Nového Zélandu. Export představoval 4,6 miliard novozélandských dolarů a mezi klíčové vývozní artikly exportovány do Japonska patří hliník, dřevo, mléčné výrobky, ryby, maso, zelenina a ovoce. Importovány jsou především vozidla, náhradní díly, stroje a ropa. Japonsko je také pátým největším zdrojem turistů a třetím největším zdrojem zahraničních studentů na Novém Zélandu. Počet Novozélanďanů, kteří každoročně navštěvují Japonsko, se v posledních letech také rychle zvyšuje.

### Malajsie a další asijské ekonomiky
Malajsie patří mezi deset největších obchodních partnerů Nového Zélandu a hodnota obchodu mezi oběma zeměmi byla v roce 2019 ve výši 3,56 miliardy NZD. Malajsie je jedním z nejrychleji rostoucích exportních trhů Nového Zélandu a vyváží se především sušené mléko, máslo a slad. Od roku 2010, kdy vstoupila v platnost dohoda o volném obchodě Malaysia–New Zealand Free Trade Agreement, se obchod mezi oběma zeměmi zvýšil o 57 %.
S dalšími státy jihovýchodní Asie jakými jsou Brunej, Kambodža, Indonésie, Laos, Myanmar, Filipíny, Singapur, Thajsko nebo Vietnam má Nový Zéland také rozvinuté ekonomické vztahy, a to zásluhou zejména dohody o volném obchodě mezi Novým Zélandem, Austrálií a se Sdružením národů jihovýchodní Asie ASEAN–Australia–New Zealand Free Trade Agreement, která byla podepsána v roce 2009. Přibližně 10 % novozélandského exportu končí v jihovýchodní Asii a Nový Zéland dováží z této oblasti asi 14 % svého celkového importu. Ekonomický rozvoj možno vidět zejména v oblasti vzdělávání a cestovního ruchu. V letech 2015 až 2016 se počet návštěvníků z jihovýchodní Asie zvýšil o 48 % z Malajsie, 19 % ze Singapuru a 51 % z Indonésie a v roce 2016 bylo na Novém Zélandu více než 12 700 studentů z jihovýchodní Asie.
Země severní Asie jakými jsou Čína, Hongkong, Japonsko, Jižní Korea a Tchaj-wan patří mezi významné obchodní partnery. Nový Zéland vyváží do této oblasti především produkty primárního sektoru jakými jsou maso, mléčné výrobky a dřevo a v roce 2014 představoval tento export 33 % (16,4 miliardy novozélandských dolarů) celkové hodnoty novozélandského vývozu. Ze severní Asie Nový Zéland importuje zejména stroje, vozidla a oděvy a v roce 2014 byla celková hodnota dovozu 14,5 miliardy novozélandských dolarů a tedy 30 % celkového novozélandského dovozu pocházelo ze severní Asie. Taktéž 61 % mezinárodních studentů a více než 15 % turistů přicházejících na Nový Zéland jsou ze severní Asie.

### Tichomoří
Obchod mezi Novým Zélandem a Tichomořím byl v roce 2018 ve výši 3,62 miliardy NZD, co činí z tichomořských ostrovů šestého největšího obchodního partnera Nového Zélandu. Z toho 2,17 miliardy NZD bylo zboží a služby vyvážené z Nového Zélandu a 1,45 miliardy NZD bylo zboží a služby dovážené z Tichomoří na Nový Zéland. V září 2018 působilo v Tichomoří více než 184 novozélandských vývozců exportujících především mléko, máslo, skopové maso, stroje, lodě, železo a léky a hodnota exportu jednotlivých obchodních společností se pohybovala od 1 milionu NZD do 200 milionů NZD. Mezi největší trhy patří Fidži, Papua Nová Guinea, Nová Kaledonie, Samoa a Cookovy ostrovy.
Tichomořské ekonomiky jsou s novozélandskou ekonomikou také provázány prostřednictvím programu Recognized Seasonal Employer (RSE). Pomocí něho přichází každý rok do země zejména z Tichomoří přibližně 12 850 sezónních pracovníků, aby během rušných období pracovali v zahradnickém a vinařském průmyslu. Tihle pracovníci posílají své výdělky zpět do svých domovských zemí. Odhaduje se, že každý rok se touhle formou pošle do Tichomoří přibližně 37,5 milionů NZD. Nový Zéland také pracovníkům poskytuje přístup k dalším školením jakými jsou anglický jazyk, finanční gramotnost nebo rozvoj podnikání.

## Zahraniční investice
Zahraniční investice jsou vítané a podporované, za jejich kontrolu odpovídá Zámořský investiční úřad. V roce 2014 měly zahraniční investice hodnotu celkem 107,69 miliard NZ$. Od roku 1989 do roku 2013 se investice zvýšily z 9,7 miliard dolarů na 101,4 miliard dolarů, tj. o více než 1000 %. Mezi roky 1989 a 2007 se zahraniční vlastnictví na novozélandském akciovém trhu zvýšilo z 19 % na 41 %, dnes je na 33 %.
V roce 2007 bylo okolo 7 % novozélandské zemědělsky produktivní půdy vlastněno zahraničními investory. Pokud by se počítalo i lesnictví zahraniční investoři by vlastnili 9 %. V březnu 2013 měl finanční sektor, který obsahoval čtyři velké australské banky, hodnotu 39.3 miliard dolarů a byl tak největší součástí všech společností, které měly zahraniční vlastníky. Jejich celková hodnota byla 101,4 miliard dolarů.

#### Důsledky
Mezi roky 1997 a 2007 měli zahraniční investoři zisk 50,3 miliard dolarů, 68 % z něj skončilo v zahraničí. Podle Kampaně proti zahraničnímu ovládání Aotearoa (CAFCA) má toto negativní vliv na ekonomiku, zahraniční investoři vykupují novozélandské firmy, propouštějí zaměstnance a snižují mzdy. Zahraniční vlastnictví firem nepomáhá ani novozélandskému státnímu dluhu. V roce 1984 čítaly soukromé i státní zahraniční dluhy 16 miliard dolarů, což byla skoro polovina tehdejšího novozélandského HDP. V roce 2013 se tyto dluhy vyšplhaly na 251 miliard dolarů, tj. více než 100 % HDP.